# Томашин
Томашин (пол. Tomaszyn, нім. Thomascheinen) — село в Польщі, у гміні Ольштинек Ольштинського повіту Вармінсько-Мазурського воєводства.
Населення — 39 осіб (2011).
У 1975-1998 роках село належало до Ольштинського воєводства.

## Демографія
Демографічна структура станом на 31 березня 2011 року:
|          | Загалом | Допрацездатний вік | Працездатний вік | Постпрацездатний вік |
| -------- | ------- | ------------------ | ---------------- | -------------------- |
| Чоловіки | 21      | 9                  | 11               | 1                    |
| Жінки    | 18      | 6                  | 10               | 2                    |
| Разом    | 39      | 15                 | 21               | 3                    |